# Марија (национални парк)
Национални парк Марија је један од многобројних националних паркова Новог Јужног Велса, Аустралија. Од Сиднеја је удаљен око 341 km, североисточно.
Парк се простире на 23 km². Основан је 1. јануара 1999. и тренутно је категорисан у другој категорији паркова.